# Zamek Udórz
Zamek Udórz – relikty średniowiecznego zamku rycerskiego leżącego na Jurze Krakowsko-Częstochowskiej, wybudowanego w systemie tzw. Orlich Gniazd, na wzgórzu zwanym Zamczyskiem, nad Udorką, we wsi Udórz w województwie śląskim, w powiecie zawierciańskim.

## Historia
O samej budowli wiadomo niewiele. Domniemywa się, że fundatorem zamku mógł być dziedzic tych ziem Iwo z Obiechowa herbu Wieniawa, a zamek miał powstać na przełomie XIV i XV wieku. Dokument z 1232 mówiący o wsi, o zamku nie wspomina. Po roku 1581 zamek miał przejść z rąk Mikołaja Długosza w posiadanie Andrzeja Korycińskiego, a jedyne ślady pisane na jego temat to zapiski w księga parafii w Pilicy z końca XVIII wieku, mówiące o „śladach ruin zameczku”.
Badania z lat 1987–1988 i 1990 ukazały obwałowania w postaci nieregularnego pięcioboku, bez śladów budowli wewnątrz obwodu wałów, co może świadczyć, że warowni nie ukończono. Umocnienia od strony wschodniej zostały prawdopodobnie wzniesione wcześniej, jeszcze w czasach kultury łużyckiej.

## Czasy współczesne
Do dziś zachowały się fragmenty dwóch murowanych ścian oraz wałów ziemnych na wzgórzu, zarośniętym bukowym lasem.

Do zamku można dojść, idąc ze wsi  czarnym szklakiem; do ruin prowadzi dość strome podejście.